# Ćhandogjabrahmana
Ćhandogjabrahmana – brahmana przynależąca do tradycji Samawedy, zawierająca analizy technik rytuału ofiarnego i tekst Upaniszady Ćhandogja.

## Źródłosłów
Ćhandogja to objaśnienia czynności chandogā, gdzie chandogā to śpiew gā w poprawnym metrum hymnu pochwalnego zwanego chandas.

## Struktura
Brahmana Ćhandogja zbudowana jest z dziesięciu rozdziałów :
1-2 - tekst brahmany właściwej (analizy technik rytuału ofiarnego)
3-10 - tekst upaniszady